# Narita Rikon
Narita Rikon (jap. 成田離婚, dt. „Narita-Scheidung“), benannt nach dem japanischen Flughafen Narita, ist ein Phänomen der japanischen Gesellschaft. 
Ehen in Japan werden oft zwischen Menschen geschlossen, die sich vorher kaum kennen, sei es, weil der Mann oder beide arbeiten gehen und wenig Freizeit haben, sei es, weil die Ehe über ein Omiai oder den Firmenchef oder Abteilungsleiter vermittelt wurde. Es ist in Japan auch nicht üblich, vor der Ehe zusammenzuziehen.
Die Flitterwochen sind daher für manche Paare das erste Mal, dass sie einander über Tage hinweg ununterbrochen „auf der Pelle sitzen“. Nicht selten werden erst dadurch unüberwindbare Differenzen offenbar – eine Scheidung, die (zumindest symbolisch) schon bei der Rückkehr am Flughafen stattfindet, ist die Folge.
1997 wurde auf dem japanischen Fernsehsender Fuji TV ein Dorama mit dem Titel Narita Rikon ausgestrahlt. Es handelt von einem Paar, das zu früh geheiratet hat und nun in den Flitterwochen mit allerlei Problemen zu kämpfen hat.